# São Francisco (São Nicolau)
São Francisco é uma freguesia de Cabo Verde que pertence ao concelho de Tarrafal de São Nicolau e à ilha de São Nicolau. A sua área coincide com a Paróquia de São Francisco, e o feriado religioso é celabrado em novembro.